# Harmonia estel·lar (ralentí)
Harmonia Estel·lar (Ralentí) és una obra de Leandre Cristòfol i Peralba creada l'any 1957, que forma part de la seva sèrie "ralentís" i correspon a la fase en què l'autor tornava a reprendre el treball no figuratiu iniciat als anys 30. Es troba al Museu d'Art Jaume Morera.

## Autor
Leandre Cristòfol (Os de Balaguer, 1908 – Lleida, 1998) va ser un dels pioners de l'escultura surrealista. Després de la Guerra Civil va ser un dels pocs avantguardistes lleidatans que no es va exiliar i durant la postguerra va presentar només obres de caràcter figuratiu, suposant un gir respecte al seu treball experimental anterior. Però l'any 1959 presentarà una exposició, "Abstractos", al Cercle de Belles Arts de Lleida, presentant obres abstractes creades en el període 1933-1958. S'hi presentaven peces anteriors a la Guerra al costat de peces de creació més recent de la seva sèrie "Els ralentís", entre les quals hi havia "Harmonia estel·lar".

## Descripció
És una peça arrodonida de suro a la qual s'hi han clavat varetes de paraigües i agulles. Es penjava mitjançant dos fils un dels quals s'havia recargolat de manera que descargolar-se provocava un moviment giratori mentre feia que l'altre fil es recargolés i així successivament. La peça quedava suspesa entre els dos fils i en moviment constant.

## Anàlisi
El moviment giratori fa que els elements que componen la peça, varetes i agulles, perdin la seva identitat particular per assolir una identitat comuna. S'ha considerat un precedent de l'art cinètic a Catalunya i es pot relacionar amb la dimensió còsmica i material de les peces que l'autor havia fet abans de la Guerra Civil com l'Aurèola astral. Si en aquells treballs Leandre havia apuntat el moviment des d'una posició estàtica de les peces ara buscava fer-lo real suspenent-les en l'espai.

## Exposicions
Va ser exposada per primer cop a l'exposició "Abstractos" l'any 1959 on l'artista sorprenia Lleida reprenent el seu treball no-figuratiu i experimental iniciat abans de la Guerra Civil. Es va exposar de nou amb altres escultures durant les dècades dels seixanta i setanta del segle XX i a finals de la dècada dels vuitanta i als noranta en exposicions retrospectives de l'artista a Barcelona, Lleida i Saragossa. Amb el canvi de mil·lenni ha format part de diverses exposicions dedicades a l'art cinètic, l'escultura surrealista, l'art d'avantguarda o al propi artista.
Des que el mateix Leandre Cristòfol donés la peça al Museu d'Art Jaume Morera l'any 1990 la peça ha estat present en 5 exposicions del museu.
- "Abstractos", Círculo de Bellas Artes, Lleida, 1959
- "Esculturas", Instituto de Estudios Ilerdenses, Lleida, 1960
- "Esculturas", Instituto de Estudios Ilerdenses, Lleida, 1961
- "Obra no figurativa. 1933-1976", Institut d'Estudis Ilerdencs, Lleida, 1977
- "Cristòfol", Galeria d'Art Rayuela, Barcelona, 1979
- "Leandre Cristòfol. Obres 1933-1980", Fundació Joan Miró, Barcelona, 1989
- "Leandre Cristòfol. Medalla Morera 1994", Museu d'Art Jaume Morera, Lleida, 1995
- "Leandre Cristòfol", Museo Pablo Gargallo, Saragossa, 1996
- "Cosmos, del romanticisme a l'avantguarda, 1801-2001", Centre Cultura Contemporània de Barcelona., 1999-2000
- "Camps de forces: Fases del cinètic", Museu d'Art Contemporani de Barcelona, 2000
- "Cristòfol. Àlbum de dedicatòries", Museu d'Art Jaume Morera, Lleida, 2002
- "Construint la col·lecció d'art contemporani. Ingressos 1993-2003", Museu d'Art Jaume Morera, Lleida, 2003
- "Leandre Cristòfol. Del aire al aire", Museo de Arte Contemporáneo Español Patio Herreriano, Valladolid, 2008
- "Leandre Cristòfol. De l'aire a l'aire", Museu d'Art Jaume Morera, Lleida, 2008
- "Il·luminacions. Catalunya Visionària", Centre de Cultura Contemporània de Barcelona, Barcelona, 2009
- "Leandre Cristòfol i Jordi Mas", Can Mario. Espai d'Escultura Contemporània de la Fundació Vila Casas, Palafrugell, 2009-2010
- "Encontres amb la Col·lecció 1", Museu d'Art Jaume Morera, Lleida, 2012